# Imling
Imling là một xã trong vùng Grand Est, thuộc tỉnh Moselle, quận Sarrebourg, tổng Sarrebourg. Tọa độ địa lý của xã là 48° 43' vĩ độ bắc, 07° 01' kinh độ đông. Imling nằm trên độ cao trung bình là m mét trên mực nước biển, có điểm thấp nhất là 245 mét và điểm cao nhất là 313 mét. Xã có diện tích 6,11 km², dân số vào thời điểm 1999 là 653 người; mật độ dân số là 108 người/km². Imling nằmn khoảng 3 km về phía tây nam của Sarrebourg, thuộc Pháp từ năm 1661.

## Thông tin nhân khẩu
| 1962 | 1968 | 1975 | 1982 | 1990 | 1999 |
| ---- | ---- | ---- | ---- | ---- | ---- |
| 491  | 542  | 720  | 718  | 716  | 653  |